# 김철 (1898년)
김철(金喆, 1898년 9월 6일, 경상북도 경주 ~ 1978년 3월 21일)은 제헌국회 의원 및 제3대 국회의원을 역임한 대한민국의 정치인이다.
일본 도쿄 슈케에학교(主計学校)를 졸업했다.

## 역대 선거 결과
|  | 40.11% |

|  | 7.00% |

|  | 33.18% |

|  | 2.19% |

## 참고 자료
- 《대한민국 의정총람》, 국회의원총람발간위원회, 1994년
- 김철 - 대한민국헌정회